# 巴巴里海盗

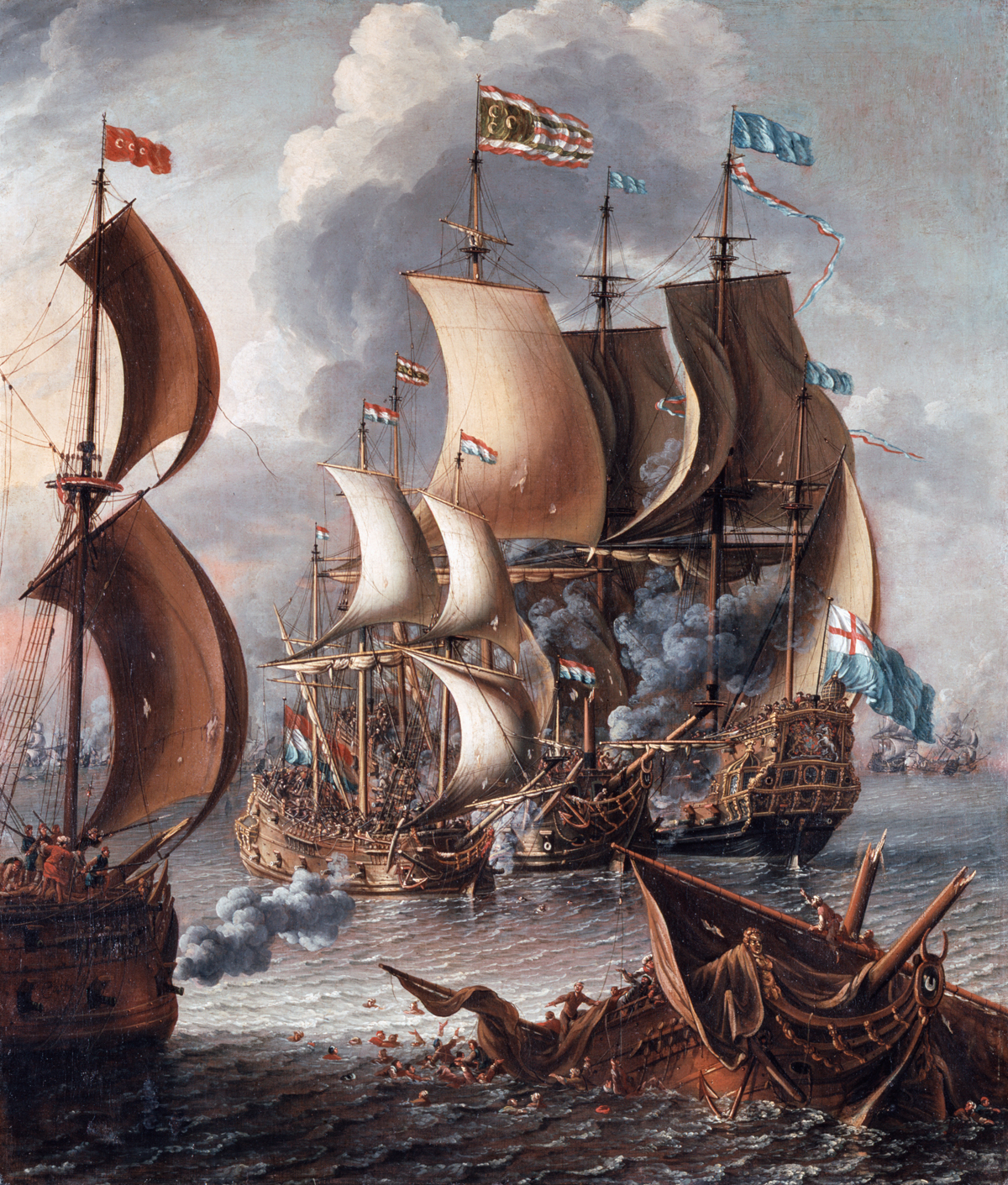
与巴巴里海盗的战争，作者Laureys a Castro，1681年

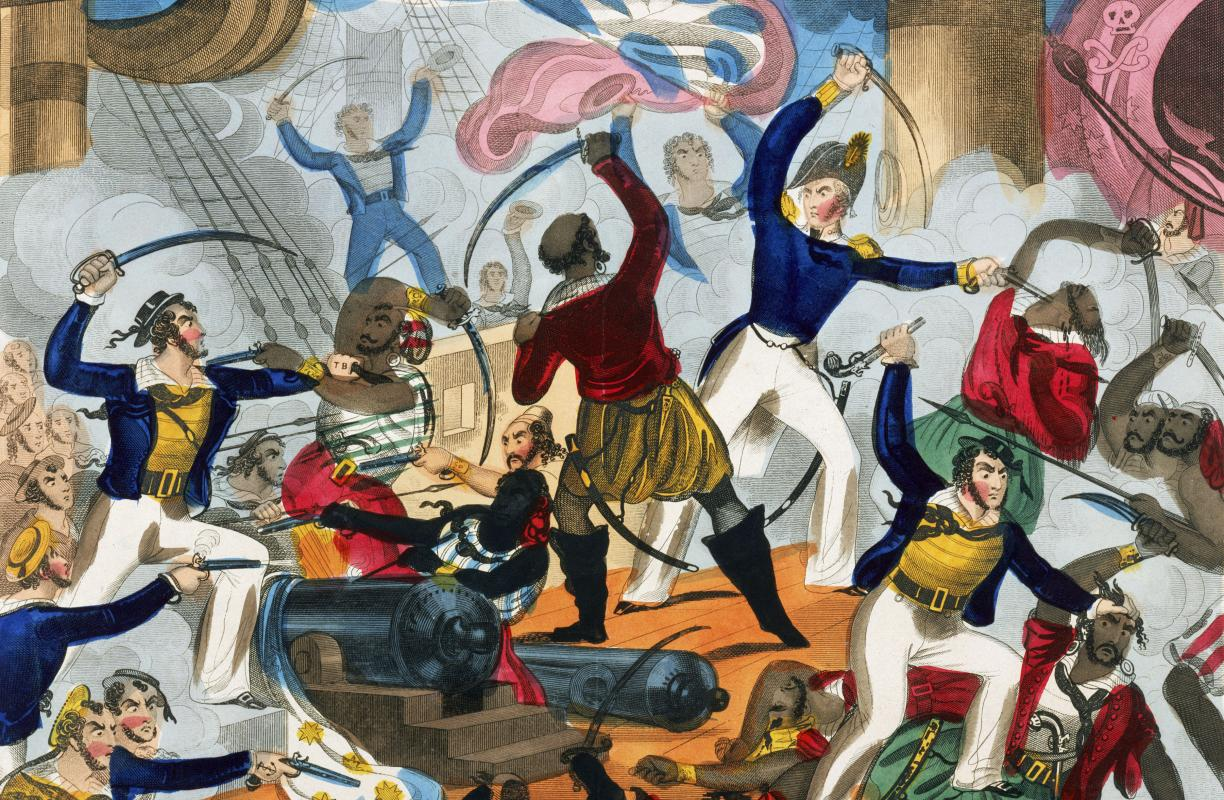
英国士兵登上海盗船

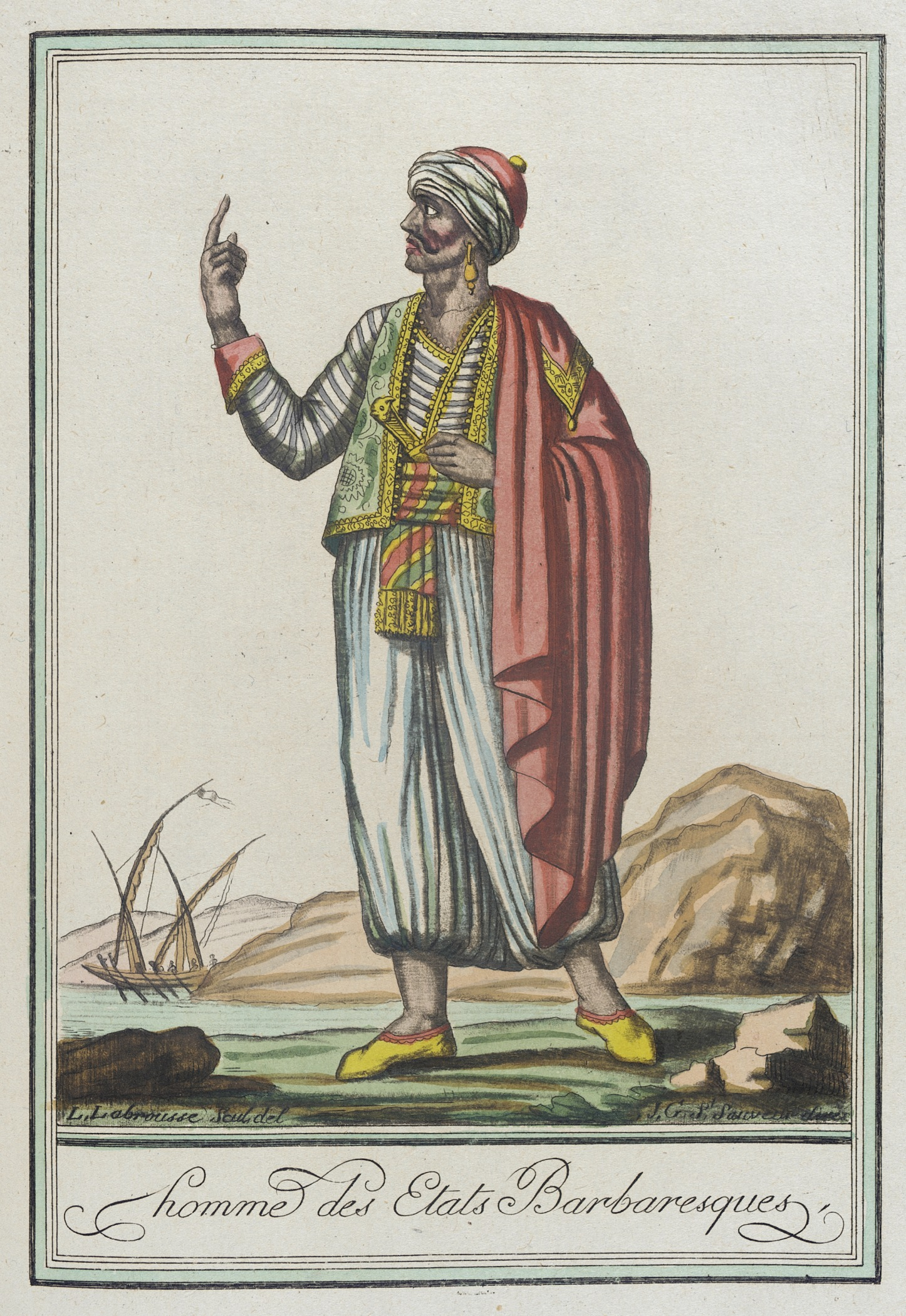
来自于巴巴里海岸的人

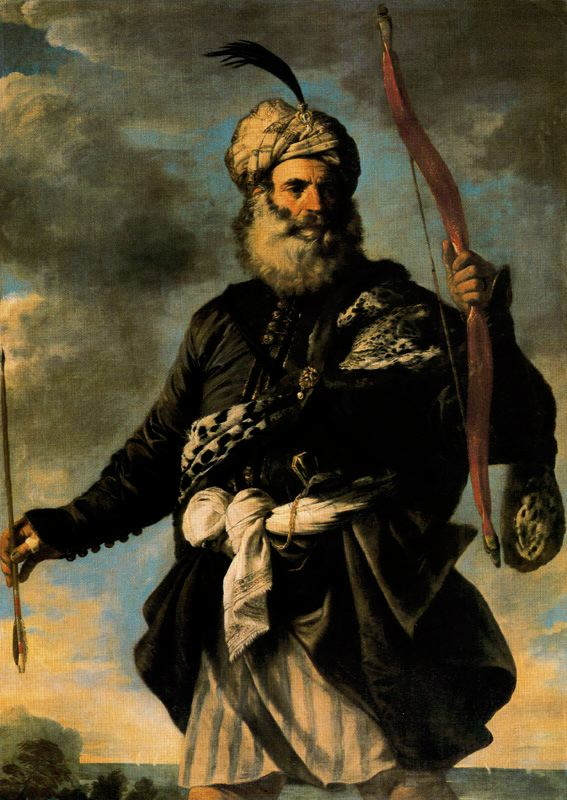
一个巴巴里海盗，作者Pier Francesco Mola，1650年

巴巴里海盗或柏柏里海盗（西班牙語：piratas berberiscos），也被称为奥斯曼海盗（西班牙語：corsarios otomanos），是来自北非的海盗和私掠者。他们以摩洛哥和被称为巴巴里海岸的阿尔及尔、突尼斯、的黎波里等地的港口为据点。“巴巴里”的名称来源于居住于这个地区的柏柏尔人。巴巴里海盗的掠夺范围最初在西地中海一带，其后从地中海开始，向南延伸至西非沿岸甚至南美，向北扩张最远至冰岛。除了掠夺船只，他们还劫掠欧洲沿岸的城镇和村庄。他们在陆上攻击的主要目的是俘虏基督徒，用于奥斯曼和阿拉伯奴隶贸易 。
北非的海盗活动在710年穆斯林占领伊比利亞半島这一地区后就开始了，但“巴巴里海盗”这一名词主要指16世纪后的北非海盗，因为自此时期始，海盗活动的频度和范围都大大增加了。在这个时期内，北非的阿尔及尔、突尼斯和的黎波里等地相继成为奥斯曼帝国的势力范围，有些地区成为帝国的直辖省份，有些则成为帝国的自治区域，例如巴巴里州，因而巴巴里海盗又被称为奥斯曼海盗。此外，还有部分巴巴里海盗来自西北非的摩洛哥 。
自16世纪至19世纪，巴巴里海盗俘虏了约80万至125万的欧洲沿海居民，并将他们转卖为奴隶。16世纪开始，欧洲海盗带来的先进船只和技术使得巴巴里海盗的活动范围扩大，并在17世纪中叶达到顶峰。西班牙、葡萄牙和意大利等国的沿海村镇深受其扰(也曾襲擊法國並與法軍交戰，例如Franco-Algerian war 1609–1628,1681–1688)，居民纷纷迁往内陆，直到19世纪才有人返回定居。17世纪末，欧洲各国的海军逐渐崛起，开始驱逐北非沿岸的巴巴里海盗，使得海盗活动开始减少。但未受到海军保护的海岸和船只依然不时受到巴巴里海盗的侵扰。19世纪初，发生了第一次巴巴里战争和第二次巴巴里战争，此后，经过维也纳会议的协商，欧洲各国开始共同打击巴巴里海盗，并取得了显著成效。1830年，随着法国占领阿尔及尔，巴巴里海盗失去了活动的根据地，被彻底剿灭了。

## 相關頁面
巴巴里奴隸貿易 阿爾及爾攝政 阿爾及爾海盜 英土海盜 突厥-喀爾文主義 新教與伊斯蘭教
鄂圖曼征服、圍攻和登陸列表 歐土戰爭 鄂圖曼戰爭列表
塞拉共和國 塞拉海盜 摩里斯科人
塞拉戰役 (1260年)
塔里法戰役 (1340年)
巴巴里十字軍 (1390年)
遠征泰德利斯 (1398年)
邦納十字軍 (1399年)
葡摩衝突
土耳其侵襲北義弗留利
加里波利戰役 (1416年)
馬耳他之圍 (1429年)
羅得島之圍 (1480年)
土耳其屠殺南義奧特蘭托 (1481年)
西土戰爭
西摩衝突
佐奇奧戰役
西班牙屬奧蘭，奧蘭 (阿爾及利亞)（Oran）又名瓦赫蘭。
西班牙屬的黎波里 征服的黎波里
葡土對抗
皮亞諾薩戰役 (1519年)
羅得島之圍 (1522年) （页面存档备份，存于）
鄂圖曼征服突尼斯 (1534年) （页面存档备份，存于）
西班牙征服突尼斯 (1535年)
法土同盟
第三次威土戰爭
普雷韦扎海战，海雷丁·巴巴羅薩率領鄂圖曼艦隊大破西班牙等國組成的神聖同盟艦隊。
吉羅拉塔戰役 (1540年)
的黎波里之圍 (1551年) （页面存档备份，存于）
入侵哥佐島 (1551年)
蓬札戰役 (1552年)，德拉古特率領法土聯合艦隊擊敗熱那亞。
傑爾巴島戰役 (1560年)
馬爾他之圍
阿爾及利亞佔領突尼斯 (1569年)
勒班陀戰役
西班牙征服突尼斯 (1573年)
鄂圖曼征服突尼斯 (1574年) （页面存档备份，存于）
英摩同盟
三王戰役，葡萄牙敗於摩土聯軍由盛轉衰。
為了應對鄂圖曼–薩法維戰爭 (1578–1590年)，鄂圖曼帝國一度與西班牙停戰。
洗劫蘭薩羅特 (1586年)
法國-阿爾及利亞戰爭 (1609–1628年)
阿爾及利亞侵掠馬德拉島 (1617年)
荷蘭–巴巴里戰爭 (1618–1622年)
英國遠徵阿爾及爾 (1620–1621年)
巴巴里海盜襲擊紐芬蘭漁民( （页面存档备份，存于）提及)
巴巴里海盜侵掠冰島 (1627年)
西班牙砲轟塞拉 (1628年)
巴巴里海盜侵掠Suðuroy (1629年)
法國海軍上將Isaac de Razilly砲轟塞拉 (1629年)( （页面存档备份，存于）提及)
法摩條約 (1631年)
巴巴里海盜侵掠愛爾蘭巴爾的摩 (1631年)
克里特戰爭 (1645年—1669年)
英國-阿爾及利亞戰爭 (1677–1682年)
法國-阿爾及利亞戰爭 (1681–1688年)
法國-的黎波里塔尼亞戰爭 (1681–1685年)
亞伯拉罕·迪凱納
拉臘什之圍 (1689年)
奧蘭圍城 (1693年)
荷蘭–阿爾及利亞戰爭 (1715–1726年)
法國砲轟的黎波里 (1728年)
法摩戰爭 (消岐義)
遠征拉臘什 (1765年)
丹挪–阿爾及利亞戰爭 (1769–1772年)
荷蘭–摩洛哥戰爭 (1775–1777年)
西班牙–阿爾及利亞戰爭 (1775–1785年)
美國–阿爾及利亞戰爭 (1785–1795年)
美摩友好條約 (1786年)
瑞典–阿爾及利亞戰爭 (1791–1792年)
葡萄牙–阿爾及利亞戰爭 (1790–1813年)
的黎波里條約 (1796年)
瑞典–的黎波里塔尼亞戰爭 (1796–1802年)
巴巴里戰爭
的黎波里條約 (1805年)
英土戰爭
英荷砲轟阿爾及爾 (1816年)
的黎波里戰役 (1825年)
法國征服阿爾及利亞
遠征摩洛哥 (1843–1845年)
法摩戰爭 (1844年)
法國砲轟塞拉 (1851年)
三叉角海戰 (1856年)
西摩戰爭 (1859–1860年)
 （页面存档备份，存于）